# Agrius cingulata
Agrius cingulata és una espècie de lepidòpter ditrisi de la família dels esfíngids originària d'Amèrica Central i del Sud.

## Distribució
Tot i que la seva distribució original és l'Amèrica Central i del Sud, s'han trobat individus que han creuat l'Atlàntic arribant a les costes d'Europa. Protagonitza diverses migracions, estenent la seva distribució a l'estiu cap al nord (fins al Canadà) i cap al sud (fins a la Patagònia argentina). Recentment una població s'ha establert a les Illes Cap Verd.

## Descripció

### Imago
Envergadura alar entre 95 i 120 mm. En repòs mostra coloracions críptiques grises, tot i això al seu abdomen hi té franges rosades i negres, també presents a les ales posteriors.

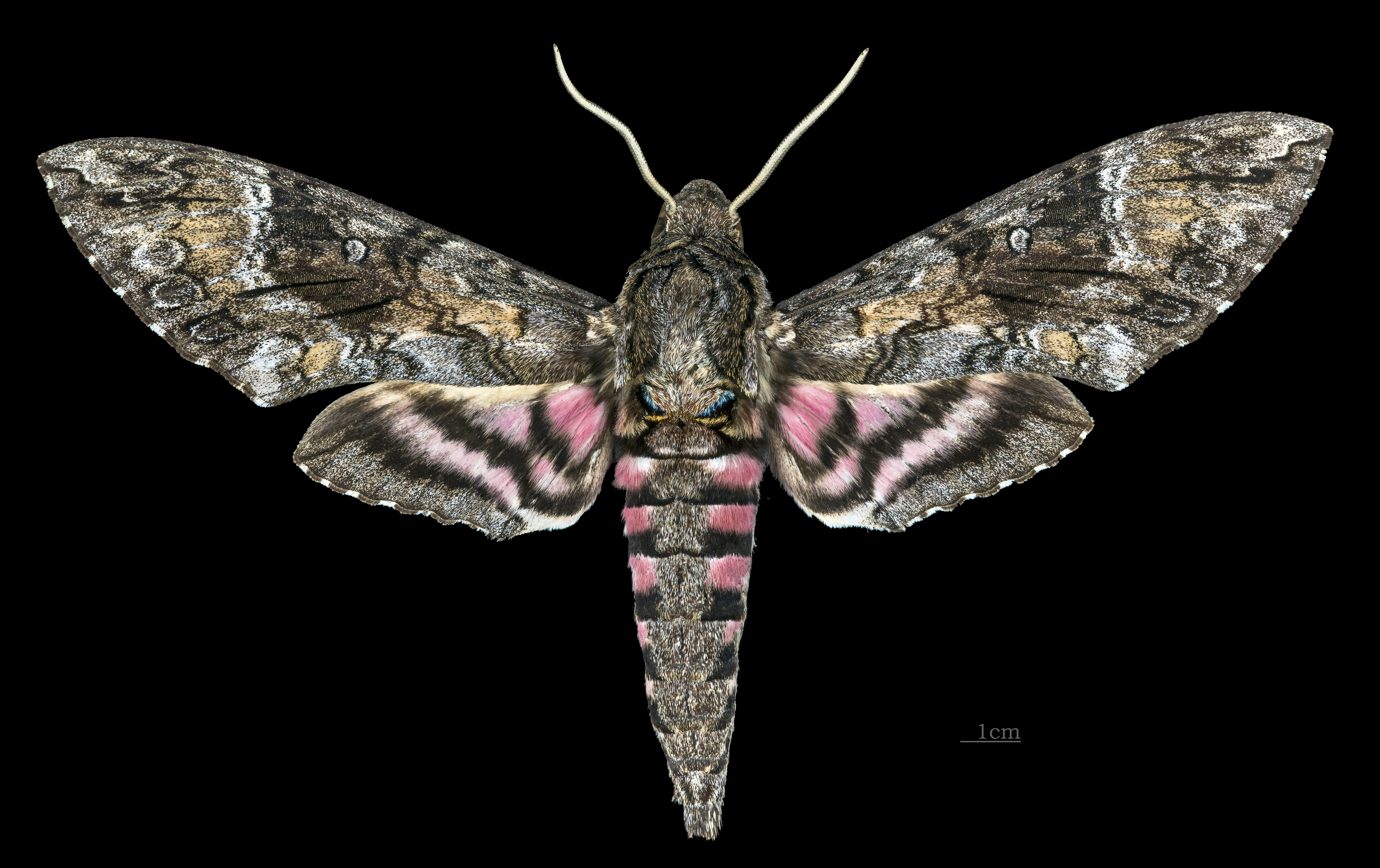
♂
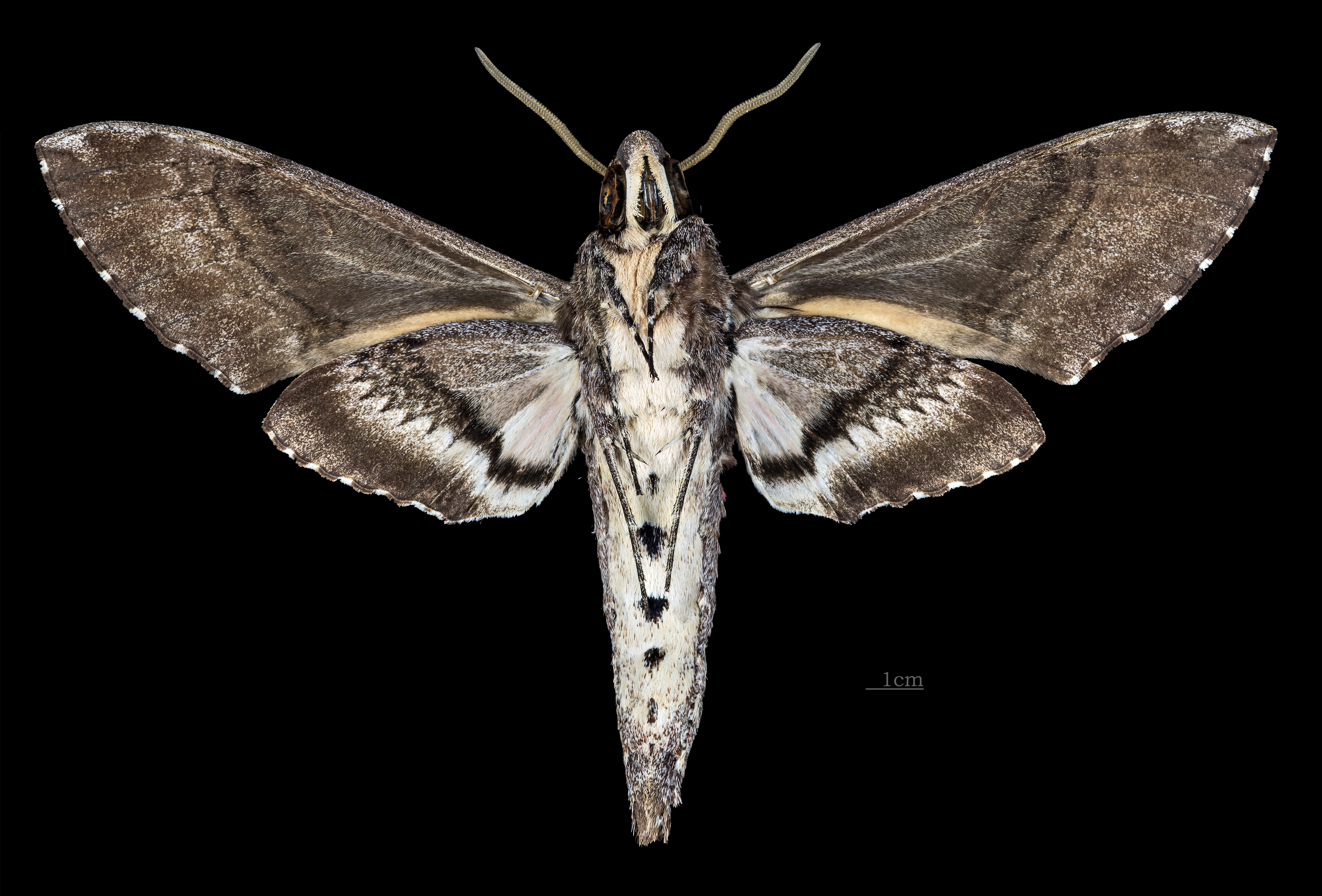
♂ △
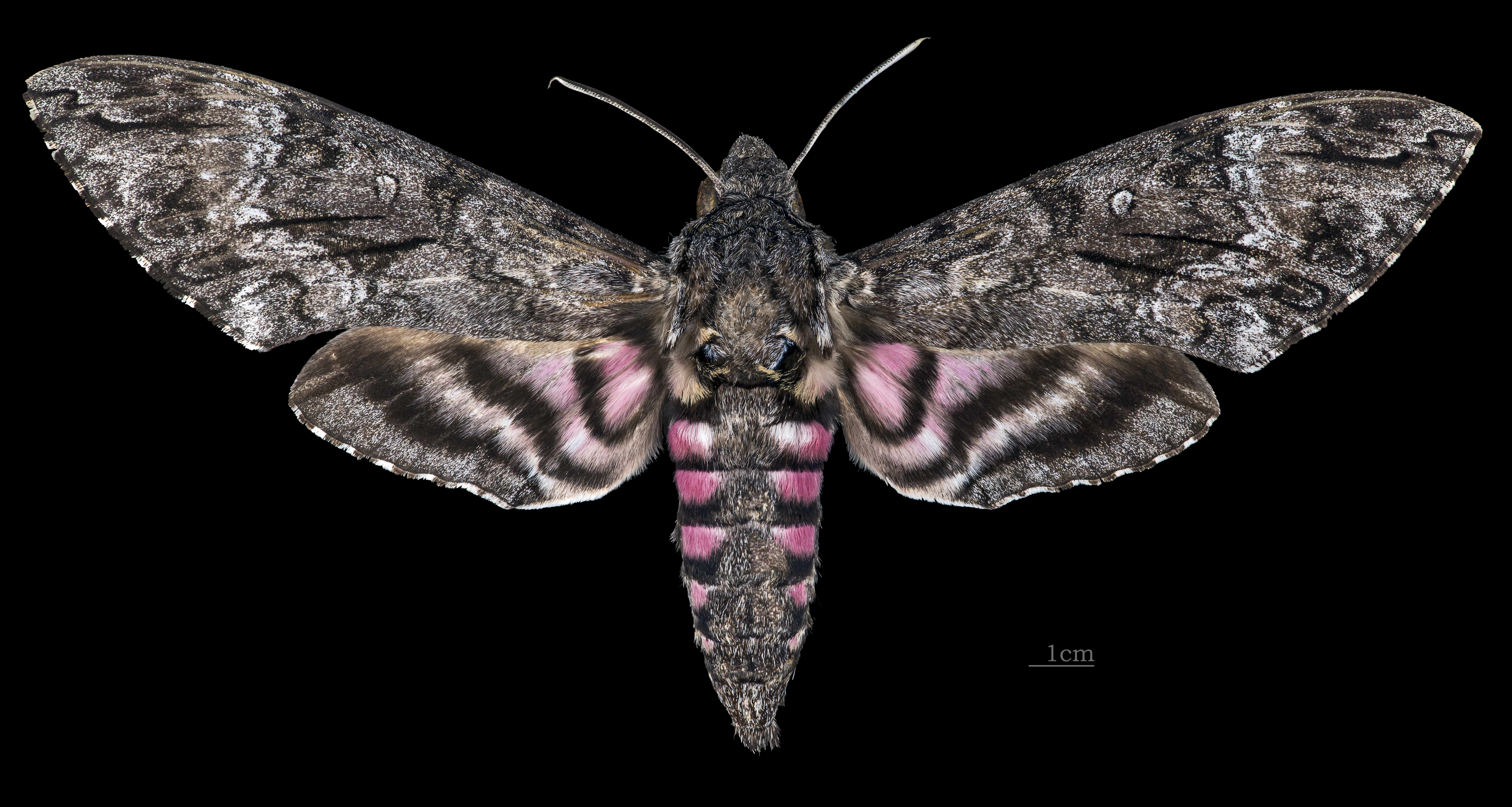
♀
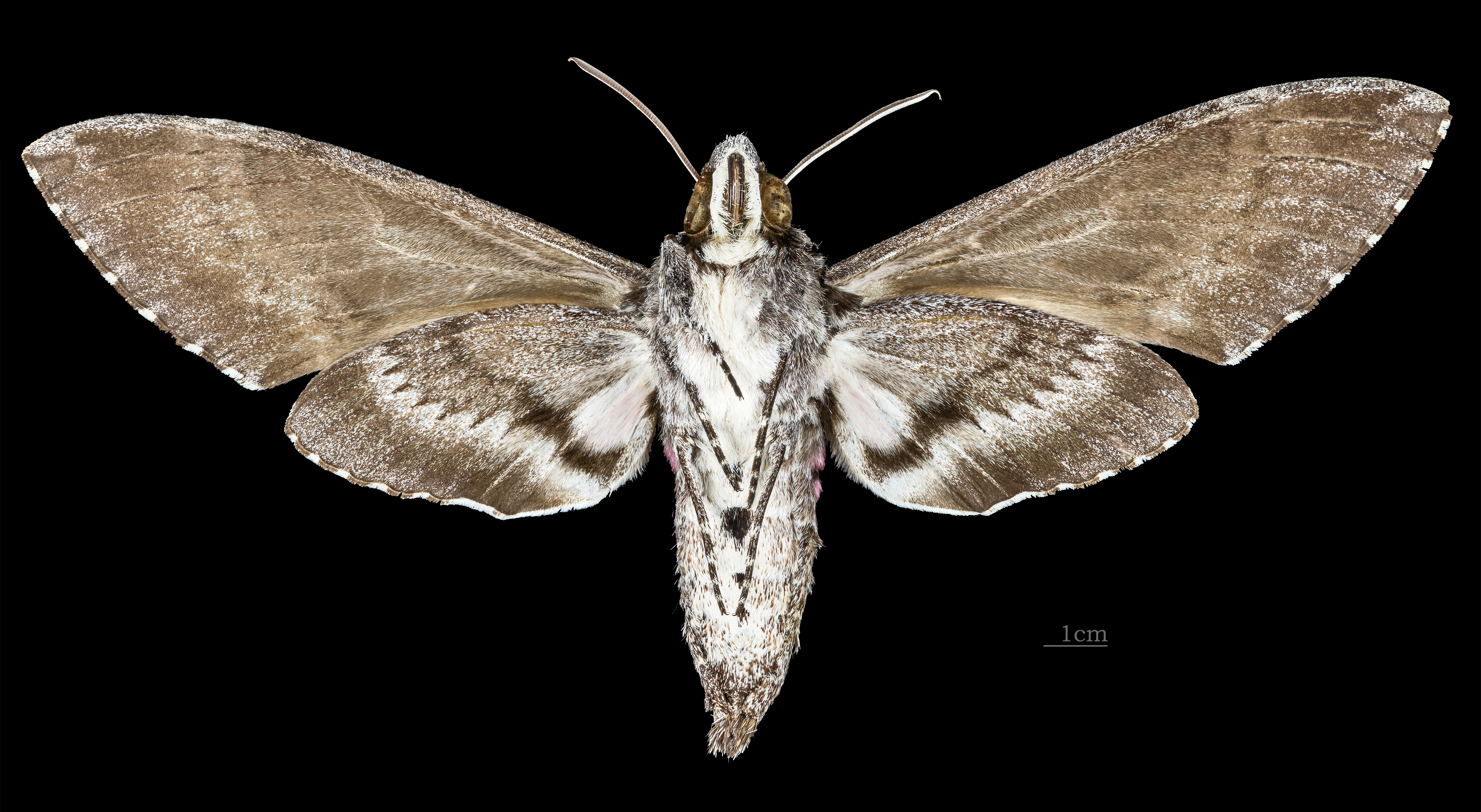
♀ △

### Eruga
Pot arribar als 100 mm. Polimòrfica, aspecte molt variable: verda amb línies obliqües rosades, verda amb franges negres, negra amb línies clares, etc. S'alimenta principalment de la planta del moniato (Ipomoea batatas), encara que també accepta altres convulvulàcies.

## Hàbitat
Zones baixes i espais oberts; allà on creixi la planta nutrícia i hi abundi el nèctar, també a jardins.

## Període de vol
Els exemplars capturats al Paleàrtic Occidental se situen en dates entre agost i octubre. A la seva distribució d'origen el nombre de generacions pot ser variable: pot haver-hi una per temporada o ser polivoltina.

## Comportament
L'imago és un àvid libador de nèctar; posseeix una espiritrompa llarga ideal per a la tasca. Mostra un accentuat comportament migratori que facilita la seva extensió.

## Espècies relacionades
- Agrius convolvuli - Borinot gris, molt similar, es diferencia generalment gràcies al fet que A. cingulatus té la base de les ales posteriors rosada, mentre que a A. convolvuli és grisa.